# Herman Finkers
 (décembre 2012).
Si vous disposez d'ouvrages ou d'articles de référence ou si vous connaissez des sites web de qualité traitant du thème abordé ici, merci de compléter l'article en donnant les références utiles à sa vérifiabilité et en les liant à la section « Notes et références ».
Hermenegildus Felix Victor Maria Herman Finkers est un chanteur et humoriste néerlandais né à Almelo le 9 décembre 1954.

## LP/CD
- Vinger in de bips (Doigt dans les fesses)
- Als gezonde jongen zijnde (De terugkeer van Joop Huizinga) (Être un garçon sain (La rentrée de Joop Huizinga))
- Van zijn elpee (De son microsillon)
- EHBO is mijn lust en mijn leven (Secourisme est toute ma vie)
- Het Meisje van de Slijterij (La Fille du Magasin de vins et spiritueux)
- De zon gaat zinloos onder, morgen moet zij toch weer op (Le soleil se couche vain, demain il doit se lever de nouveau)
- Carnaval der Dieren (Carnaval des Animaux)
- Dat heeft zo'n jongen toch niet nodig (Un garçon comme lui n'a besoin de ça)
- Geen spatader veranderd
- Kalm aan en rap een beetje (Doucement, et rapide!)

## DVD
- EHBO is mijn lust en mijn leven (Secourisme est toute ma vie)
- Het Meisje van de Slijterij (La Fille du Magasin de vins et spiritueux)
- De zon gaat zinloos onder, morgen moet zij toch weer op (Le soleil se couche vain, demain il doit se lever de nouveau)
- Carnaval der Dieren / Sint Joris Mis (Carnaval des Animaux / Messe de Saint George)
- Kroamschudd'n in Mariaparochie / Macbeth (film d'animation)
- Dat heeft zo'n jongen toch niet nodig (Un garçon comme lui n'a besoin de ça)
- Geen spatader veranderd (pas changé d'une seule varice)
- Kalm aan en rap een beetje (Doucement, et rapide!)
- Een engelhart in Rome (Un cœur d'un ange à Rome)
- Na de pauze (après la pause)